# Erik Thomson (Schauspieler)

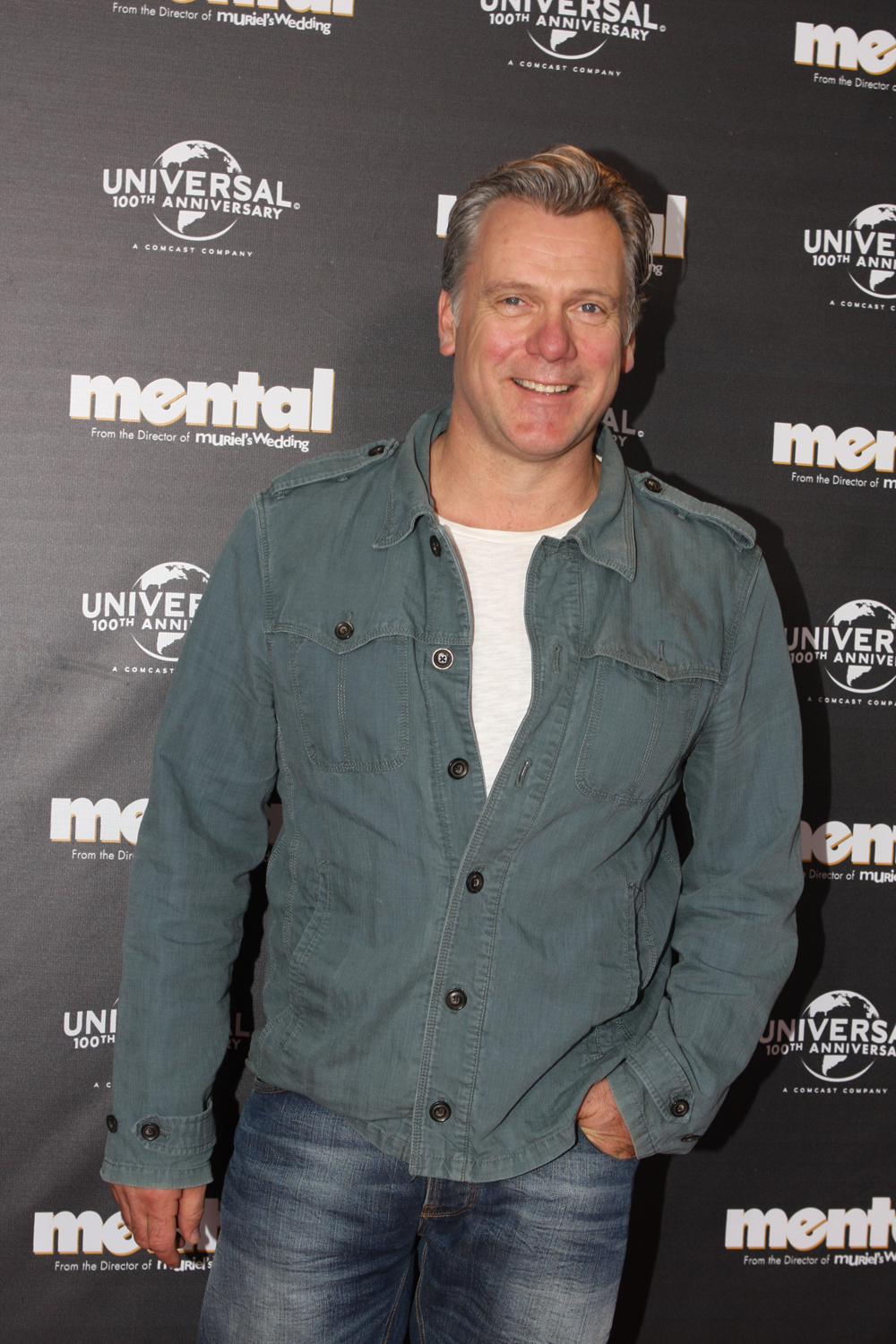
Erik Thomson (2012)

Erik Thomson (* 27. April 1967 in Inverness, Schottland) ist ein australischer Schauspieler, bekannt für seine Rolle als Dr. Mitch Stevens in der australischen Dramaserie All Saints. Zuvor war er regelmäßig Moderator der Reise-Show Getaway.

## Leben
Erik Thomson studierte darstellende Kunst an der New Zealand Drama School in Wellington sowie Englische Literatur und Drama an der Victoria University of Wellington. Während dieser Zeit wirkte er in Theateraufführungen von Julius Caesar, Die zwölf Geschworenen und Engel in Amerika mit.
Im australischen Fernsehen war er bislang in den Fernsehproduktionen Pacific Drive, Wildside und All Saints zu sehen. Für seine Leistung in All Saints gewann Thomson den „Silver Logie Award“ als beliebtester Schauspieler des Jahres 2003. 2004 spielte er Jack Jaffers im Drama The Alice. 2008 spielte er die Rolle des Simon Mollison in dem australischen Film The Black Balloon neben Toni Collette, Gemma Ward, Rhys Wakefield und Luke Ford. Der Film hatte im Februar 2008 seine Weltpremiere auf der Berlinale, wo er einen Kristall-Bär als bester abendfüllender Film in der Kategorie 14plus erhielt. In den australischen Kinos wurde er erstmals am 6. März 2008 gezeigt.
Seit Ende August 2008 ist Thomson in Australien an der Seite von Rebecca Gibney als Familienvater Dave Rafter in der erfolgreichen Serie Packed to the Rafters (dt. Die Chaosfamilie) zu sehen. 2009 wirkte er in dem Filmdrama The Boys Are Back – Zurück ins Leben mit.

## Filmografie (Auswahl)
- 2009: Accidents Happen
- 2019: Storm Boy
- 2021: Coming Home in the Dark
- 2022: Blueback

## Ehrungen
Thomson war zweimal für einen „Logie Award“ nominiert und gewann ihn einmal. Zudem gewann er zweimal einen „Silver Logie Award“ als beliebteste Persönlichkeit im australischen Fernsehen.
Die Auszeichnungen für Erik Thomson umfassen:
Gewonnen
- 2003: Logie Award für den beliebtesten Schauspieler (All Saints)
- 2004: AFI Award für den besten Darsteller in einer Nebenrolle (Somersault – Wie Parfum in der Luft)

Nominiert
- 2004: FCCA Award für den besten Nebendarsteller - Männlich (Somersault – Wie Parfum in der Luft)
- 2004: Logie Award für die beliebtesten Schauspieler (All Saints)